# Wilfried Diebschlag
Wilfried Diebschlag (* 27. März 1938; † 19. Februar 2004 in Klagenfurt) war ein Professor an der Technischen Universität München.

## Leben
Diebschlag studierte Bauingenieurwesen an der Technischen Hochschule Darmstadt und wurde 1960 Mitglied der Darmstädter Burschenschaft Frisia. Er wechselte nach seinem Vordiplom zur Technischen Universität München und legte dort sein Diplom ab. Dort folgten 1972 die Promotionen zum Dr.-Ing. und Dr. med. sowie die Habilitation für angewandte Physiologie. Zeitgleich absolvierte er eine Facharztausbildung zum Arzt für Arbeitsmedizin. Zum außerplanmäßigen Professor wurde er 1983 ernannt und arbeitete am Lehrstuhl für Ergonomie an der Technischen Universität München.

## Wirken
Diebschlag forschte im medizinischen und technischen Bereich der Wissenschaft und legte den Fokus auf die wirtschaftliche Machbarkeit. Ein Schwerpunkt war die menschengerechte Gestaltung von Arbeitsbekleidung. Grundlagenforschung betrieb er in der menschlichen Schweißsekretion und den daraus resultierenden Anforderungen an den Wärme- und Feuchtetransport durch die einzelnen Bekleidungsschichten. Zudem war er einer der Pioniere, welcher sich mit der sitzenden Körperhaltung und deren gesundheitlichen Herausforderungen für die Gestaltung von Sitzmöbeln auseinandersetzte. Seine Forschungsergebnisse gingen dabei auch in allgemeine Prüfstandards zur Bewertung von Sitzmöbeln unter ergonomischen Aspekten ein. Weiterer Forschungsschwerpunkte waren Hausstaub- und Nahrungsmittelallergien.

## Werke
- Klimatechnische Untersuchungen der physiologischen Zusammenhänge im Funktionssystem Fuss – Schuh unter Verwendung verschiedener Schuhschaftmaterialien. Dissertation. München 1972.
- Vitamine für die Gesundheit: Eine Übersicht für Interessierte, Ärzte, Pharmazeuten, Heilpraktiker und Ernährungswissenschaftler. Kleine, Bielefeld 1985, ISBN 3-88302-087-7.
- Berufs- und Nahrungsmittelallergien. Ursachen – Auswirkungen – Prävention. Urban & Fischer, München 1996, ISBN 3-86126-098-0.
- mit Brunhilde Diebschlag: Hausstauballergien. Gesundheitliche und hygienische Aspekte. 2. Auflage. Herbert Utz Verlag, München 2000, ISBN 3-89675-931-0.
- Mikronährstoffe – ein Überblick: Eigenschaften und Merkmale der Vitamine mit Vitaminoiden, Mineralstoffe mit Spurenelementen, bioaktiven Substanzen sowie Aminosäuren und Fettsäuren. Forum-Medizin-Verlag-Ges., Stockdorf 2000, ISBN 3-910075-44-4.